# Molybdänsäure
Molybdänsäure hat die Verhältnisformel H2MoO4 und kann als Monohydrat des Molybdäntrioxids aufgefasst werden: MoO3 · H2O. Im Gegensatz etwa zur scheinbar analog aufgebauten Schwefelsäure (H2SO4), existieren keine diskreten H2MoO4-Moleküle, stattdessen besteht Molybdänsäure aus einem Schichtengitter aus MoO6-Oktaedern (gelbe, monokline Form) bzw. Zickzackketten von MoO6-Oktaedern (farblose, trikline Form). Die konjugierte Base der Molybdänsäure MoO42− heißt Molybdat, die Salze der Molybdänsäure heißen Molybdate wie Nickelmolybdat. Die Molybdationen bestehen, analog den Sulfationen, aus MoO42−-Tetraedern.
Molybdat (MoO42−) stellt die bioverfügbare, d. h. für Lebewesen nutzbare Form von Molybdän dar.
Man kann Molybdänsäure als weißen Niederschlag erhalten, wenn man eine Molybdatlösung ansäuert. Salpetersaure Molybdatlösungen können bei längerem Stehen auch das gelbe Hydrat der Molybdänsäure H2MoO4 · H2O in kristalliner Form abscheiden.